# Shadow Hearts: Covenant
Shadow Hearts: Covenant (OT: jap. シャドウハーツII, Shadō Hātsu Tsū) ist ein rundenbasiertes Rollenspiel vom Videospielentwickler Nautilus (ehemals Sacnoth) und eine direkte Fortsetzung zu Shadow Hearts, außerdem dritter Teil der gleichnamigen Serie. Das Spiel ist auch bekannt unter dem Titel Shadow Hearts II, der im Spiel selbst verwendet wird. Der Name Shadow Hearts: Covenant wurde nur für die amerikanische Verpackung und Werbung verwendet.
Die Geschichte beginnt zwei Jahre nach den Ereignissen von Shadow Hearts inmitten des Ersten Weltkrieges. Die Helden werden nach und nach in eine globale Verschwörung um Dämonen, das russische Zaren-Haus und das japanische Imperium verwickelt. Die Kenntnis des ersten Teils ist zwar hilfreich, wird aber nicht vorausgesetzt. Das Spiel wurde auf zwei DVDs ausgeliefert und hat eine Spielzeit von über 40 Stunden.
Die Veröffentlichung von Shadow Hearts: Covenant erregte deutlich mehr Aufsehen als die des Vorgängers. Das Spiel wurde vom Spieleportal IGN als PS2-Spiel des Jahres 2004 ausgezeichnet.

## Spielprinzip
Hier wurde ein zeitbasiertes Action-Prinzip eingeführt. Dabei erscheint im Kampfbildschirm neben der Spielfigur ein sogenanntes Schicksalsrad, auf dem mehrere Zonen für Fehlschläge, Treffer und perfekte Treffer markiert sind. Es beginnt sich ein Zeiger zu drehen, der mittels Knopfdruck möglichst auf einer der schmalen Trefferzonen gestoppt werden muss. Misslingt dies, kann die Figur keine Aktion ausführen. Der Schicksalsring kann mittels Items individuell angepasst werden, um einfacher (breitere Trefferzonen) oder effektiver (schmälere Trefferzonen) zu werden.
Im Vergleich zum ersten Teil wurde der Schicksalsring leicht verbessert und das Kampfsystem stark erweitert. Der Spieler kann Kombinationen zwischen den Angriffstypen Standard, Hart Treffen, Hochwinkel und Niederschlag durchführen. Abhängig von den physikalischen Eigenschaften des Gegners, muss dabei eine Reihenfolge mit den korrekten Trefferklassen gewählt werden, da es ansonsten zum Kombo-Durchbruch kommt.
Ein Beispiel: Ein Standardtreffer drängt einen Gegner mit einem erfolgreichen Angriff lediglich etwas zurück. Daher kann fast jede andere Trefferklasse in einer Kombo folgen. Wenn allerdings ein Hochwinkelschlag auf einen Gegner ausgeführt wird, der nach einem Niederschlag Angriff noch am Boden liegt, wird dieser Schlag den Gegner sehr wahrscheinlich verfehlen.
Ein weiteres Element der neuen Kampfmechanik ist die Einführung des Wappen-Magiesystems, bei dem Charaktere mit verschiedenen Wappen ausgerüstet werden können, die das Anwenden von verschiedenen Zaubersprüchen ermöglichen. Während des Spiels sammelt der Spieler weitere Wappen und bekommt Zugang zu mächtigeren Sprüchen. Die Wappen können außerdem in einen Gegenstand namens Salomons Schlüssel eingefügt werden. Korrekt positioniert werden so weitere Sprüche für bestimmte Wappen freigeschaltet. Die meisten der Wappen leiten ihren Namen von diversen Dämonen aus verschiedenen Mythologien ab.
Neben den Yuris Fusionsfähigkeit, die es ihm ermöglicht, sich in verschiedene Elementarmonster zu verwandeln, gibt es im Spiel noch sieben weitere Charaktere, die ihre eigenen persönlichen Fertigkeiten haben.
Hier eine Aufstellung:
- Karin König – sie verfügt über die Schwertkunst-Fähigkeit. Hier kann Karin verschiedene Angriffe erlernen, indem man zehn Stücke von Richard Wagners Oper Der Ring des Nibelungen im Spiel findet.
- Gepetto – ein Puppenspieler. Zusammen mit seiner kindsgroßen Puppe Cornelia unterstützt er die Hauptfigur im Kampf. Er verfügt über die Fähigkeit Marionette. Durch das Einsammeln von speziellen Karten im Spiel, den sogenannten Aufreißer-Karten, können bei dem Kostümmacher Pierre Magimel neue Puppenkleider für Cornelia erworben werden. Mit jedem neuen Kleid kann seine Puppe eine neue magische Spezialattacke erlernen.
- Blanca – ein Wolf, der an einem Wolf-Turnier teilnimmt und dabei gegen mehrere Wölfe in der Spielwelt kämpft. Nach jedem Sieg bekommt er einen neuen magischen Wolfsangriff oder einer der Angriffe wird verbessert.
- Joachim Valentine  – nachdem man in England seinen Meister, den großen Gama, findet, kann man sich mit ihm bei mehreren Gelegenheiten duellieren. Mit jedem Sieg bekommt er neue Spezialattacken oder dafür Verbesserungen, die als Muskelkünste bezeichnet werden.
- Lucia – die schöne Lucia ist bewandert in Aromatherapie und kann Tarotkarten einsetzen. Dies führt dazu, dass sie im Kampf verschiedene Öle vermischt und somit Effekte hervorruft. Auch die Tarotkarten, die man nur einmal pro Kampf verwenden kann, sorgen für einen Effekt.
- Prinzessin Anastasia – sie ist die Tochter der russischen Zarenfamilie Romanow (siehe Anastasia Nikolajewna Romanowa). Ihre Leidenschaft ist das Fotografieren. Sie hat die Schnappschuss- und die Album-Fähigkeit. Dabei fotografiert sie Gegner und dies führt dazu, dass man deren Lebensleiste sehen kann. Außerdem bekommt sie bei bestimmten Schnappschüssen zusätzliche Spezialattacken.
- Kurando Inugami – er verfügt über die Angriffe Schwertkunst und Dämonen Morph (ähnlich wie Yuris Fusion). Die erste Fusion muss auf einem Friedhof in Japan besiegt werden, damit er sich fusionieren kann. Es existiert noch eine weitere, doch die ist nicht storyrelevant.

## Handlung
Das kleine Dorf Domremy leistet dem deutschen Vormarsch zu Beginn des Ersten Weltkrieges tapfer Widerstand. Dabei scheint es die Hilfe eines „Dämons“ zu haben, der die Stadt beschützt. Leutnant Karin König von der deutschen Armee und Nicolai Conrad, ein Inquisitor des Vatikans erhalten den Auftrag einen Weg zu finden, den Dämon zu exorzieren.
Allerdings stellt sich heraus, dass der Dämon in Wirklichkeit der Harmonixer Yuri aus dem ersten Teil von „Shadow Hearts“ ist. Die Situation beginnt sich drastisch zu ändern.
Yuri und Karin werden bald in ein Komplott um Geheimbünde, die russische Zarenfamilie, den japanischen Außenminister, das magische Emigre Manuskript und diverse andere Parteien verwickelt.
Neben dem Prinzip des Schicksalsrads ist es ganz klar die eindringlich inszenierte, komplexe und immer wieder überraschende Storyline, welche die Sogwirkung des Spiels ausmacht. Ein zentraler Bestandteil des Spielerlebnisses ist jedoch auch Humor. Immer wieder zeigen Absurditäten und parodistische Einlagen, dass sich das Spiel nicht zu ernst nimmt.

## Vertonung
Dies sind die Sprecher der englischen Version des Spiels:
- Joey Capps – Yuri Volte Hyuga
- Georgette Rose – Alice Elliot/Ouka
- Kari Wahlgren – Karin Koenig/Carla
- Bob Papenbrook – Rasputin
- Ardwight Chamberlain – Nicolas 'Nicolai' Conrad
- Jamieson Price – Special Agent Kato
- Jennifer Sekiguchi – Prinzessin Anastasia Romanov
- Amos Nandy – Gepetto/Roger Bacon/Naniwa
- George C. Cole – Joachim Valentine/Albert Simon
- Todd Hodges (alias; Realname Richard Cansino) – Lenny Curtis (Rene Curtis)/Kurando Inugami/Blanca (Blanca nur in den Wolfskampf-Zwischensequenzen)

## Erfolg
Das Spiel wurde vom Spieleportal IGN als PS2-Spiel des Jahres 2004 ausgezeichnet.